# 民主運動党 (キプロス)
民主運動党（みんしゅうんどうとう、ギリシア語: Δημοκρατικός Συναγερμός、略称 DISY ）は、キプロスの政党。保守主義、キリスト教民主主義を掲げる中道右派政党で、欧州人民党 (EPP) に所属している。
1976年7月4日にグラフコス・クレリデス  (Glafcos Clerides)  によって設立された。クレリデスは1993年から2003年までキプロスの大統領をつとめている。
2016年5月22日に行われたキプロス代議員選挙では、30.68%を得て18議席を獲得し、第一党の地位を維持した。2021年5月30日に実施された直近の代議員選挙でも得票率27.77%で17議席を獲得し、引き続き第一党の地位を維持。
歴代の党首は、キプロス問題に関する包括的合意案、いわゆるアナン案  (Annan Plan for Cyprus)  を支持してきたが、ギリシャ系キプロス人コミュニティがこの案を拒絶した後、この党路線に反発するグループが党を離脱して欧州民主党  (European Democracy (Cyprus))  を立ち上げた。2005年、欧州民主党は「新たな地平線」と合流して欧州党を結党している。